# Ядзень
Ядзень (пол. Jadzień) — село в Польщі, у гміні Кернозя Ловицького повіту Лодзинського воєводства.
Населення — 90 осіб (2011).
У 1975-1998 роках село належало до Плоцького воєводства.

## Демографія
Демографічна структура станом на 31 березня 2011 року:
|          | Загалом | Допрацездатний вік | Працездатний вік | Постпрацездатний вік |
| -------- | ------- | ------------------ | ---------------- | -------------------- |
| Чоловіки | 50      | 8                  | 35               | 7                    |
| Жінки    | 40      | 3                  | 24               | 13                   |
| Разом    | 90      | 11                 | 59               | 20                   |